# Rock Valley, Iowa
Rock Valley là một thành phố thuộc quận Sioux, tiểu bang Iowa, Hoa Kỳ. Năm 2010, dân số của thành phố này là 3354 người.

## Dân số
Dân số qua các năm:
- Năm 2000: 2702 người.
- Năm 2010: 3354 người.